# Deng (mythologie Dinka)
Deng « Pluie » ou Dengdit « la Grande Pluie » est un des plus importants dieux du peuple Dinka, l'ethnie majoritaire du Soudan du Sud (Afrique de l'Est). La plupart des clans Dinka se considèrent comme les descendants de Deng dans le sens où Deng représente à leurs yeux l'archétype de la notion de divinité.